# Pergain-Taillac
Pergain-Taillac este o comună în departamentul Gers din sudul Franței. În 2009 avea o populație de 324 de locuitori.

## Evoluția populației
| An        | 1975 | 1982 | 1990 | 1999 | 2006 | 2009 |
| --------- | ---- | ---- | ---- | ---- | ---- | ---- |
| Populație | 307  | 270  | 283  | 286  | 301  | 324  |